# Alla Horska

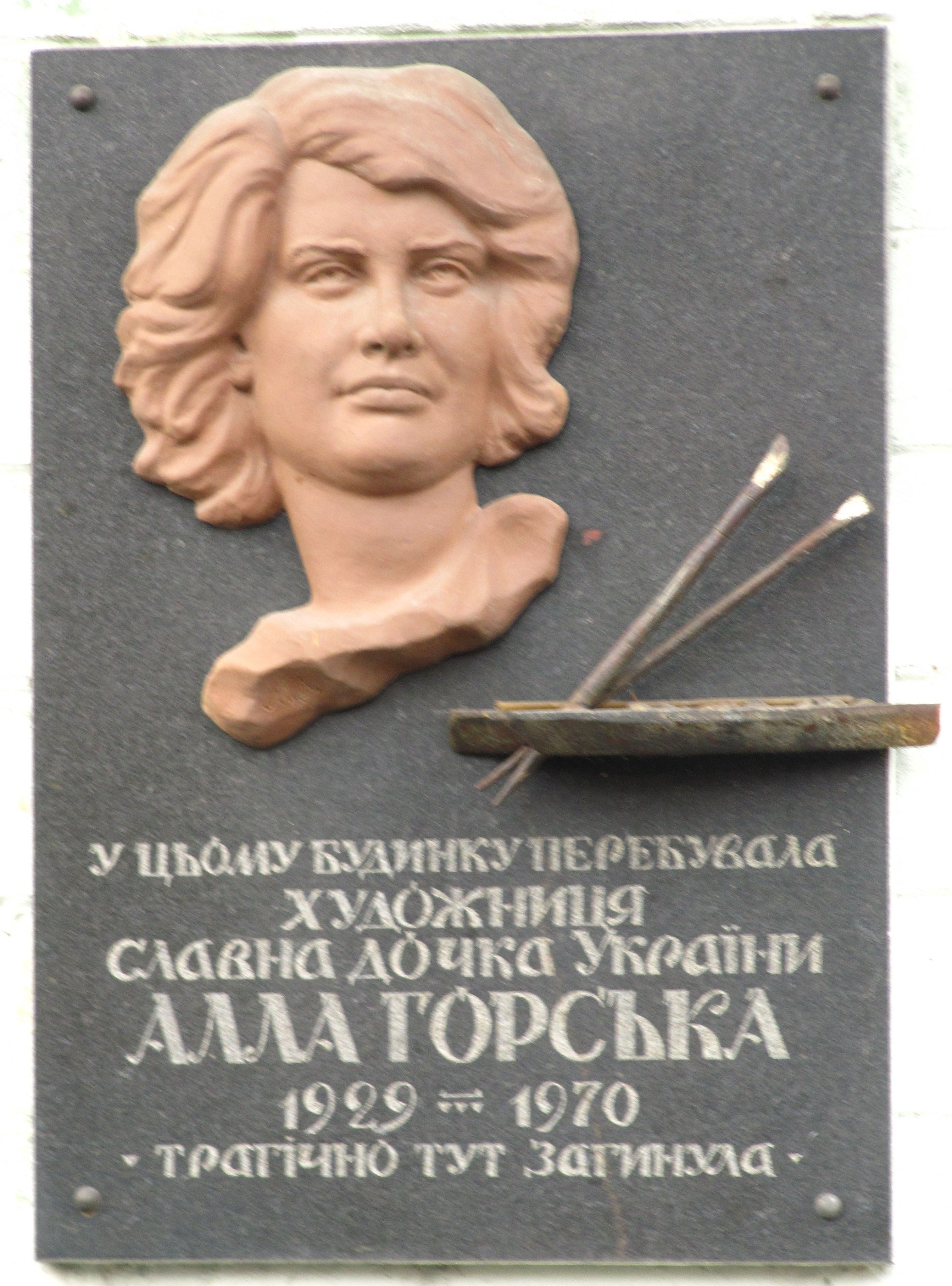

Alla Horska (em ucraniano:  Алла Горська;  Yalta, 18 de setembro de 1929 – Vasylkiv, 17 de novembro de 1970) foi uma artista ucraniana dos anos 60, pintora monumental, uma das primeiras representantes do movimento artístico underground, dissidente e conhecida activista do movimento de direitos humanos dos anos 60 (Movimento Sixtiers) na Ucrânia.

## Biografia
Em 1962, Alla Horska tornou-se numa das fundadoras e membro activo do Clube da Juventude Criativa.
Em 1962, Alla Horska, Vasyl Symonenko e Les Tanyuk revelaram as valas comuns não marcadas de "inimigos do estado soviético" assassinados pelo NKVD nos cemitérios de Bykivnia, Lukyanivsky e Vasylkivsky. Os activistas declararam isso ao Conselho Municipal de Kiev ("Memorando II").
Em 1967, Horska compareceu ao julgamento de Viacheslav Chornovil em Lviv . Houve um grupo de activistas de Kiev que protestou contra a condução ilegal dos procedimentos judiciais. No ano seguinte, ela assinou a Carta de Protesto 139 dirigida ao Secretário-Geral do Partido Comunista da União Soviética exigindo o fim de tais procedimentos ilegais. Consequentemente, a KGB começou a pressionar e ameaçar os "signatários" desta carta.

### Morte
Alla Horska morreu em 1970. No dia 7 de dezembro de 1970, realizou-se o seu funeral. O funeral transformou-se numa campanha de resistência civil na qual dissidentes conhecidos como Yevgen Sverstiuk, Vasyl Stus, Ivan Gel e Oles Serhienko fizeram os seus discursos.

## Arte
Ela criou dezenas de obras: mosaicos, murais, vitrais, entre outros.